# Forcepsioneura grossiorum
Forcepsioneura grossiorum är en trollsländeart som beskrevs av Machado 2005. Forcepsioneura grossiorum ingår i släktet Forcepsioneura och familjen Protoneuridae. Inga underarter finns listade i Catalogue of Life.